# ظریفه غفاری
ظریفه غفاری سیاستمدار و کارآفرین افغانستانی است. وی شهردار میدان‌شهر، مرکز ولایت میدان وردک، افغانستان بود.وی برندهٔ جایزه ۱۰۰ زن بی‌بی‌سی و همچنین به عنوان یکی از دریافت‌کنندگان جایزهٔ زنان شجاع وزارت خارجهٔ آمریکا انتخاب شده‌است. او مکتب را در کابل آغاز و در ولایت پکتیا در جنوب افغانستان به پایان رساند و مدرک لیسانس و فوق لیسانس خود را در رشتهٔ اقتصاد از کشور هند به دست آورده‌است. غفاری پس از پایان تحصیلاتش به افغانستان برگشت و نهادی به نام معاونت پیشرفت زنان افغانستان و یک رادیو به نام پیغلی (بانوان) را در ولایت میدان وردک ایجاد کرد که بیشتر مسائل مرتبط با زنان را پوشش می‌دهد.